# 烤小鸡
烤小鸡，是将拳头大小，刚出生不久的幼鸡，放在烤具上进行烧烤，然后再串成一串，一般是4个为一串。鸡头和鸡腿部分比较脆，也是最受喜欢的部分。在中国大陆的某些地方，也有将小鸡放在铁板上煎製。
烤小鸡和烤鱿鱼也经常放在一起，在街面上向行人出售。由于穿成串的小鸡，方便易拿，可以一边走路，一边吃，所以很受喜欢逛街的年轻人的喜欢。